# Scuola cattolica
Con scuola cattolica si intendono gli enti formativi privati di vario ordine e grado (materna, elementare, media, superiore, universitaria) confessionalmente orientati e gestiti da persone giuridiche cattoliche (parrocchia, diocesi, ordini religiosi, associazioni e movimenti).
Sebbene anche i seminari adibiti alla formazione dei presbiteri siano formalmente scuole cattoliche solitamente non sono indicati con tale dicitura, come anche le facoltà teologiche e le università pontificie.

## Storia
I documenti fanno risalire la fondazione delle prime scuole cristiane ai francescani, nella seconda metà del XVI secolo. Intorno al 1550 ne furono fondate due, una a Betlemme e una a Gerusalemme, e nel secolo seguente una anche a Nazaret. Nonostante il nome, le scuole cristiane accettano studenti di qualsiasi credo.
All'inizio dell'Ottocento i francescani stabilirono quindi alcune norme per l'integrazione degli studenti di altre religioni: rispetto da parte della scuola per il diritto dell'alunno al proprio credo religioso; e rispetto da parte dell'alunno per il regolamento della scuola. Queste condizioni valgono per tutti e devono essere accettate, per iscritto, dal padre dell'alunno al momento dell'iscrizione.

## Statuto giuridico ecclesiale
Il Codice di diritto canonico del 1983, attualmente vigente, tratta delle scuole cattoliche nei canoni 796-806.

## Situazione nel mondo
Nelle legislazioni civili contemporanee degli stati occidentali viene solitamente riconosciuto all'insegnamento impartito nelle scuole cattoliche valore equivalente a quello delle corrispondenti scuole pubbliche. Per questo le scuole cattoliche rientrano nel novero delle cosiddette "scuole paritarie".
Nel mondo gli istituti scolastici cattolici sono circa 250 000 con poco meno di 42 milioni di allievi.

### Italia
In Italia la più recente normativa relativa alle scuole paritarie, e quindi anche a quelle cattoliche, è la legge n.62 del 10 marzo 2000.
Gran parte delle scuole cattoliche italiane sono scuole dell'infanzia.
Gli alunni delle scuole cattoliche sono in progressiva diminuzione, sia in valore assoluto che in percentuale. Nel 2021/22 gli alunni delle scuole cattoliche erano 542 080 sul totale dei 7 407 312 alunni italiani, ossia 7,254% della popolazione scolastica complessiva. Nel 1992 gli alunni delle scuole cattoliche erano invece 876 398 sul totale dei 9 584 809 alunni italiani, ossia il 9,144% del totale degli alunni.
Il rapporto tra gli alunni delle scuole private cattoliche e quelli delle scuole private laiche è altalenante. Erano il 67,41% nel 1996, il 48,53% nel 2004 e sono risaliti al 51,09% nel 2006.
Il numero delle scuole cattoliche è in progressiva diminuzione. Le statistiche, elaborate dal Centro studi per la scuola cattolica della Conferenza Episcopale Italiana sono relative a tutta Italia, ad eccezione della regione Valle d'Aosta e della Provincia di Bolzano
| Scuole cattoliche in Italia |         |         |         |         |         |         |         |         |         |         |         |         |         |         |         |         |         |         |
| Anno                        | 1997/98 | 1999/00 | 2000/01 | 2001/02 | 2006/07 | 2009/10 | 2010/11 | 2011/12 | 2012/13 | 2013/14 | 2014/15 | 2015/16 | 2016/17 | 2017/18 | 2018/19 | 2019/20 | 2020/21 | 2021/22 |
| Infanzia                    | 8.657   | 8.976   | 8.816   | 9.045   |         | 6.692   | 7.049   | 6.610   | 6.748   | 6.431   | 6.402   | 6.260   | 6.101   | 5.777   | 5.826   | 5.594   | 5.732   | 5.739   |
| Elementari                  | 1.079   |         |         | 1.105   | 1.065   | 1.131   | 1.133   | 1.130   | 1.126   | 1.106   | 1.103   | 1.093   | 1.067   | 1.039   | 1.021   | 1.060   | 1.028   | 1.006   |
| Secondaria 1°               | 695     |         |         | 613     | 588     | 577     | 588     | 591     | 585     | 570     | 558     | 543     | 531     | 515     | 517     | 527     | 515     | 510     |
| Secondaria 2°               | 893     |         |         | 757     | 648     | 589     | 601     | 621     | 661     | 656     | 628     | 630     | 623     | 602     | 591     | 631     | 584     | 574     |
| Totale                      | 11.324  |         |         | 11.530  |         | 8.989   | 9.371   | 8.952   | 9.120   | 8.763   | 8.691   | 8.526   | 8.322   | 7.933   | 7955    | 7.812   | 7.859   | 7.829   |

| Alunni delle scuole cattoliche |         |         |         |         |         |         |         |         |         |         |         |         |         |         |         |         |         |         |         |         |         |         |
| Anno                           | 1992/93 | 1993/94 | 1994/95 | 1995/96 | 1996/97 | 1997/98 | 1998/99 | 1999/00 | 2000/01 | 2001/02 | 2002/03 | 2003/04 | 2004/05 | 2005/06 | 2006/07 | 2007/08 | 2008/09 | 2009/10 | 2014/15 | 2015/16 | 2016/17 | 2017/18 |
| Alunni                         | 876.398 | 842.656 | 836.148 | 805.270 | 769.734 | 754.724 | 719.484 | 675.923 | 682.200 | 663.103 | 642.465 | 621.705 | 608.365 | 639.546 | 626.781 | 606.259 | 603.683 | 641.457 | 654.931 | 635.867 | 611.628 | 582.576 |
| %                              | 9,144%  | 8,927%  | 9,071%  | 8,908%  | 8,559%  | 8,491%  | 8,175%  | 7,732%  | 7,815%  | 7,609%  | 7,345%  | 7,067%  | 6,873%  | 7,208%  | 7,025%  | 6,788%  | 6,742%  | 7,170%  |         |         |         |         |

### Regno Unito
In Inghilterra e Galles le scuole cattoliche sono circa 2.360, frequentate da circa 840.000 alunni (statistiche del 2003  ). Il finanziamento ricade sullo stato e sul Catholic Education Service, organismo della Conferenza episcopale di Inghilterra e Galles.

### Stati Uniti d'America
Negli Stati Uniti d'America le scuole cattoliche sono 7.498, frequentate da 2.320.651 alunni (statistiche del 2006/7 ). Il finanziamento ricade principalmente sulle rette pagate dai genitori degli alunni.

## Nel diritto canonico
Il diritto dei fedeli battezzati a ricevere un'educazione cristiana è sancito dal Codice di diritto canonico del 1983 can. 217 (interpretato come diritto a ricevere una formazione religioso-teologica, dal CCEO can. 20 e dalla Gravissimum Educationis (n.2).